# Le Temps des bouffons (livre)
 (mai 2016).
Si vous disposez d'ouvrages ou d'articles de référence ou si vous connaissez des sites web de qualité traitant du thème abordé ici, merci de compléter l'article en donnant les références utiles à sa vérifiabilité et en les liant à la section « Notes et références ».
Pour l’article homonyme, voir Le Temps des bouffons.
Le Temps des bouffons est un essai critique de l'écrivain et cinéaste québécois Pierre Falardeau et publié en 1994 aux éditions Les Intouchables.

## Autour du livre
Le livre résume et dénonce la critique que fait le court-métrage de Pierre Falardeau.
Le film a été finalisé plusieurs années après son tournage. Le banquet du Beaver Club sert de scène pour dénoncer ce régime colonialiste qui depuis près de 250 ans, est imposé au peuple québécois par le conquérant.